# Perzej osvobaja Andromedo (Rubens)
Perzej, ki osvobaja Andromedo, je slika flamskega umetnika Petra Paula Rubensa, naslikana leta 1622. Nahaja se v nemški Gemäldegalerie v Berlinu.
Slika je pripadala zbirki M. Pasquierja v Rouenu, ki jo je leta 1755 kupil na dražbi v Parizu. V 18. stoletju je vstopila v zbirko Friderika II. Pruskega, leta 1830 pa je postala del berlinske muzejske zbirke.
Prizor je podoben še eni sliki Perzej osvobaja Andromedo, avtorja Rubensa, ki je zdaj v muzeju Ermitaž v Sankt Peterburgu. 
Slika prikazuje grškega mitološkega junaka Perzeja v dejanju osvoboditve Andromede, potem ko je premagal morsko pošast, ki jo je imela za ujetnico. Perzej, ki nosi čelado, prsni oklep in ogrinjalo, stoji na strani dveh puttov, eden od njih pa mu pomaga pri odstranjevanju vrvi, ki Andromedo vežejo na skalo.
Na levi se dva putta igrata s Pegazom, Perzejevim krilatim konjem.

## Galerija
- Earlier painting by Lambert Sustris may have served as inspiration for this painting